# Cabariot
Cabariot är en kommun i departementet Charente-Maritime i regionen Nouvelle-Aquitaine i västra Frankrike. Kommunen ligger  i kantonen Tonnay-Charente som ligger i arrondissementet Rochefort. År 2022 hade Cabariot 1 470 invånare.

## Befolkningsutveckling
Antalet invånare i kommunen Cabariot
Referens:INSEE